# 奧拉河
50°47′50.80″N 9°36′51.78″E / 50.7974444°N 9.6143833°E

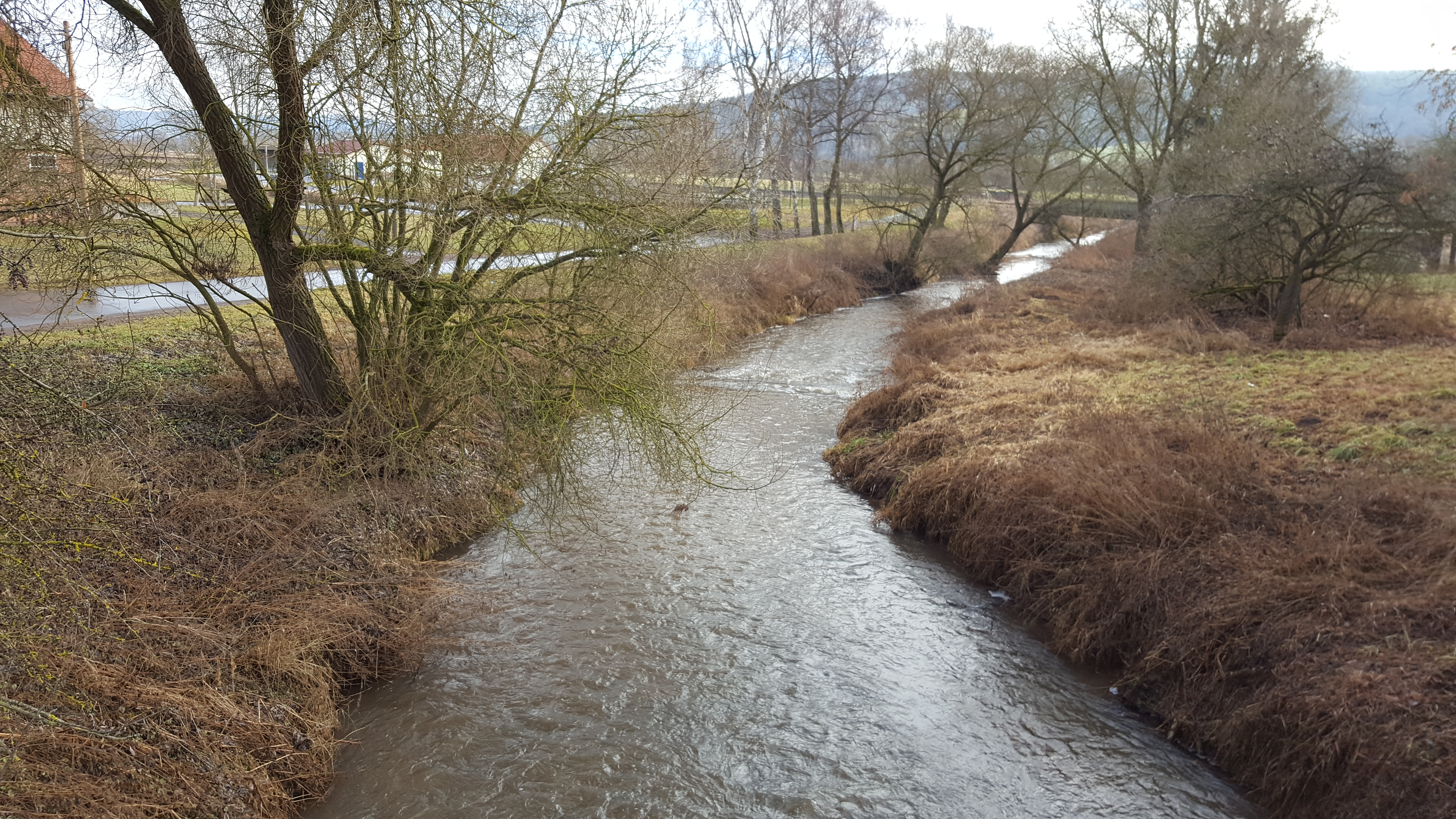
奧拉河

奧拉河（德語：Aula），是德國的河流，位於該國中部，由黑森州負責管轄，屬於福達河的支流，河道全長23公里，流域面積125平方公里，河口處在下奧拉。